# Brianne Theisen-Eaton
Brianne Theisen-Eaton (Saskatoon, 18 de dezembro de 1988) é uma atleta canadiana especialista no heptatlo, medalhista olímpica.

## Carreira

### Rio 2016
Brianne Theisen-Eaton representou seu país no Rio 2016, Após as sete provas, conseguiu a medalha de bronze com 6653 pts.